# Una piccola nube
Una piccola nuvola (A Little Cloud) è un racconto breve scritto da James Joyce e pubblicato nel 1914. È l'ottavo racconto della collezione intitolata Gente di Dublino.

## Trama
Thomas Chandler o “Piccolo” Chandler, uomo estremamente timido e dall'aspetto fragile, si reca ad un appuntamento con un amico che non vede da 8 anni, ovvero da quando questi ha iniziato a girare per l'Europa, stabilendosi poi a Londra. Il suo amico Ignatius Gallaher gli racconta di tutto quello che ha visto, dei paesi che ha visitato, della sua professione, delle donne con cui ha avuto a che fare. Chandler riconosce di provare invidia per lui: gli è superiore per nascita e cultura, ed avrebbe le capacità per compiere qualcosa di migliore di quello che Gallaher ha fatto o potrà mai fare, se non fosse per la sua timidezza che gli provoca un'immensa frustrazione. Chandler infatti ama la poesia, ma non ha mai avuto il coraggio di dirlo, nemmeno a sua moglie; quando è con Gallaher, inizia a chiedersi però se è ancora in tempo a mollare tutto, ad andare magari a Londra per dedicarsi alla sua passione, la poesia. Sente di meritarlo. Questo pensiero non lo abbandona, ma quando poi, a casa, prova a leggere una delle poesie di Byron a suo figlio, il bimbo si mette a piangere a dirotto e solo la moglie Annie, dopo aver accusato il marito di aver causato il pianto, riesce a calmarlo. Neanche lui, come molti altri personaggi descritti nei racconti, riuscirà mai a coronare il suo sogno.

## Edizioni
- James Joyce, Gente di Dublino, collana «I giganti di Gulliver», Rimini, Gulliver, 1995, ISBN 88-8129-046-4.